# Phan Đăng Lưu
Phan Đăng Lưu (5 tháng 5 năm 1902 – 26 tháng 8 năm 1941) là nhà hoạt động cách mạng nổi tiếng theo xu hướng Cộng sản ở Việt Nam với mục tiêu "cộng hòa - dân chủ" của Đảng Tân Việt (Phan Đăng Lưu là một trong những Lãnh đạo của Đảng này, một trong ba tổ chức tiền thân của Đảng Cộng sản Đông dương). Ông từng giữ nhiều chức vụ quan trọng trong tổ chức Đảng Cộng sản Việt Nam như: Ủy viên Ban Chấp hành Trung ương Đảng Cộng sản Việt Nam (năm 1937), Ủy viên Ban Thường vụ Trung ương Đảng (năm 1938).

## Thân thế
Phan Đăng Lưu sinh ngày 5 tháng 5 năm 1902 tại xã Tràng Thành (nay là Hoa Thành), huyện Yên Thành, tỉnh Nghệ An là con trai cả của cụ nho yêu nước Phan Đăng Dư và cụ bà Trần Thị Liễu (con gái cụ cử nhân Trần Danh Tiêu). Theo nhiều tài liệu, ông Đăng Lưu là hậu duệ đời thứ 15 của một hoàng tử nhà Mạc tên Mạc Mậu Giang. Sau khi nhà Mạc đổ, cụ Mạc Mậu Giang đưa con cháu vào Nghệ An lập nghiệp. Một người con là Mạc Huyền Nhai trở thành thủy tổ của dòng họ Phan Mạc tại Yên Thành, một nhánh họ trong đó là tộc Phan Đăng.

## Hoạt động cách mạng
Thuở nhỏ, ông có tiếng học giỏi thông minh, khi mới 16 tuổi, ông đã tham dự kỳ thi Hương, dù phải khai tăng thêm 2 tuổi để được đi thi (1918). Tuy nhiên do Nho học không còn được trọng, ông học thêm chữ Quốc ngữ và chữ Pháp tại Trường Tiểu học Pháp - Việt ở Vinh và Trường Quốc học Huế.
Khi học hết năm đầu bậc trung học tại Trường Quốc học Huế, ông quyết định thi vào Trường Canh nông thực hành ở Tuyên Quang, vì ông cho rằng "hiện nay ích nước, lợi dân không gì bằng mở mang nông nghiệp, mà muốn thế, thì phải thâu thái những cái hay của các nước văn minh trong nghề đó". Sau khi tốt nghiệp hạng ưu năm 1923, ông được bổ vào ngạch Thông phán, làm nhân viên tại Sở Canh nông Bắc Kỳ, vì vậy còn được gọi là ông Phán Tằm.
Cuối năm 1925, ông được đổi về Sở Canh nông Nghệ An tại Vinh. Tại đây, ông có những liên lạc với một số thành viên Hội Phục Việt, thường xuyên trao đổi thời cuộc và tìm đọc các tài liệu cách mạng. Chính thời gian này, ông đã được tiếp xúc với những tài liệu Cộng sản đầu tiên bằng tiếng Pháp như Le Capital của Karl Marx và Le Procès de la colonisation française của Nguyễn Ái Quốc.
Cuối năm 1925, ông ký tên vào bản yêu sách đòi chính quyền thực dân Pháp trả lại tự do cho chí sĩ Phan Bội Châu. Do việc làm này, tháng 8 năm 1926, chính quyền thực dân đã đổi ông về làm việc ở nhà tằm Diễn Châu để tách ông ra khỏi các ảnh hưởng của phong trào cách mạng tại Vinh. Cuối năm 1926, ông được các ông Trần Văn Cung, Võ Mai, thành viên Việt Nam Thanh niên Cách mạng đồng chí Hội vừa dự lớp huấn luyện chính trị ở Quảng Châu về nước, liên lạc tuyên truyền cách mạng và phát triển tổ chức. Không lâu sau, ông lại bị đổi vào Bình Định rồi Đồng Nai Thượng (nay thuộc Lâm Đồng). Tuy nhiên, dù ở đâu, ông vẫn bộc lộ quan điểm chống chính quyền thực dân Pháp. Vì vậy, giữa năm 1927, ông bị thải hồi vì "vô kỉ luật, hoạt động chống đối".
Trở về quê nhà ở Nghệ An, ông tiếp tục hoạt động cho Hội Phục Việt. Tháng 2 năm 1928, ông được kết nạp vào Hội Phục Việt, lúc này được đổi tên là Hội Hưng Nam, cùng thầy giáo Trần Văn Tăng xây dựng cơ sở Hội ở Yên Thành. Thời gian sau, ông được Tổng bộ cử vào Huế phụ trách "Quan hải tùng thư", cơ quan xuất bản sách báo tiến bộ của Hội Hưng Nam.
Ngày 14 tháng 7 năm 1928, Hội Hưng Nam đổi tên là Tân Việt Cách mạng Đảng. Ông được bầu làm Ủy viên thường vụ Tổng bộ phụ trách Tuyên huấn. Trong vai trò này, ông cùng với Đào Duy Anh và một số đồng chí khác dịch, hiệu đính, biên soạn một số tài liệu cho "Quan hải tùng thư" như "A.B.C Chủ nghĩa Mác", "Dân chủ mới", "Xã hội luận", "Lược sử các học thuyết kinh tế", "Tuyên ngôn Đảng Cộng sản"...
Ngày 12 tháng 12 năm 1928, ông cùng Hà Huy Tập được Tổng bộ cử sang Quảng Châu (Trung Quốc) để tìm hiểu thái độ của Tổng bộ Việt Nam Thanh niên Cách mạng đồng chí Hội về vấn đề hợp nhất hai tổ chức. Nhưng lúc này Tổng bộ Thanh niên ở Quảng Châu đã rút vào hoạt động bí mật nên sau 5 tháng không bắt được liên lạc, ông trở về nước. Ngày 15 tháng 5 năm 1929, ông đề đạt ý kiến của mình với Tổng bộ Đảng Tân Việt về việc tổ chức một Đảng Cộng sản. Tháng 9 năm 1929, ông bí mật đi Hải Phòng để sang Quảng Châu lần thứ hai để bàn tiếp việc hợp nhất với Hội Việt Nam Cách mạng Thanh niên, nhưng do có chỉ điểm, ông đã bị mật thám Pháp bắt tại Hải Phòng trước khi xuống tàu. Ngày 21 tháng 11 năm 1929, ông cùng 60 đảng viên Đảng Tân Việt bị tòa án Nam triều ở Vinh đưa ra xử. Riêng ông bị kết án 3 năm tù khổ sai đày đi Buôn Ma Thuột, đây là mức án cao nhất dành cho những người lãnh đạo Đảng Tân Việt. Ở trong tù, ông tích cực hoạt động, vận động anh em học tiếng Êđê và làm báo tiếng Ê đê (Doản-Đê tù báo) để thực hiện công tác binh vận người dân tộc thiểu số và viết báo gửi ra ngoài tố cáo chế độ tàn bạo của thực dân Pháp. Vì vậy ông đã bị tăng án lên 5 năm tù khổ sai, cấm cố tại xà lim, bị liệt vào "loại nguy hiểm".
Giữa năm 1936, ông được ra tù, nhưng thực dân Pháp không cho ông về quê mà quản thúc ông ở Huế. Ông lại tiếp tục hoạt động cách mạng và đã có những đóng góp xuất sắc vào các cuộc vận động hợp pháp và nửa hợp pháp ở Trung Kì như lãnh đạo Phong trào Đông Dương Đại hội (1936); Lãnh đạo cuộc "đón tiếp" Gôđa - người cầm đầu phái bộ của Chính phủ Pháp sang Đông Dương điều tra tình hình (1937); Chỉ đạo đấu tranh và vận động tranh cử đưa người của Đảng vào Viện Dân biểu Trung Kỳ (1937), đưa 18 người của Đảng và Đồng minh tranh cử, trúng cử 100% ngay từ vòng đầu, “Thắng lợi rực rỡ đến mức tuyệt đối”, làm rung động đến tận cả Paris, là “thắng lợi thực sự to lớn, vang dội đầu tiên ở nước ta dưới ách thống trị của thực dân Pháp” (Nguồn: Đề cương tuyên truyền “Kỷ niệm 120 năm ngày sinh đ/c Phan Đăng Lưu” (Ban Tuyên giáo TW)); Tổ chức Hội nghị báo giới Trung Kì... Phan Đăng Lưu trực tiếp viết bài và chỉ đạo các báo Sông Hương tục bản, Dân, Dân tiến, Dân muốn..., đồng thời viết nhiều sách lý luận chính trị, lý luận văn học như Thi văn các nhà chí sỹ Việt Nam, Lịch sử học thuyết kinh tế, Xã hội luận, Xã hội tư bản, Thế giới cũ và thế giới mới... qua đó ẩn ý để giác ngộ, tuyên truyền chủ trương cách mạng và đặc biệt giới thiệu học thuyết kinh tế của C.Mác..., với các bí danh Tân Cương, Phi Bằng, Bằng Phi, Đông Tùng, Mục Tiêu, Thương Tâm, Q.B, Nghị Toét, DÂN, DÂN TIẾN, D.M, SH, Xxx, K.§,...
Tháng 9-1937 ông tham dự Hội nghị Ban Chấp hành Trung ương Đảng mở rộng tại Hóc Môn, Bà Điểm, Gia Định và được bầu vào Ban Chấp hành Trung ương Đảng.
Tháng 3-1938, Hội nghị đại biểu cả ba Xứ ủy bầu ra Ban Chấp hành mới, Phan Đăng Lưu và Lê Duẩn lập ra Ban Thường vụ, Hà Huy Tập thôi chức Tổng Bí thư, Nguyễn Văn Cừ được bầu làm Tổng Bí thư mới
Tháng 9-1939, ông được điều động vào Nam Kỳ hoạt động và được Trung ương phân công phụ trách phong trào cách mạng các tỉnh Nam Kỳ
Tháng 11-1939, ông tham dự Hội nghị Trung ương lần thứ 6 tại Bà Điểm, Hóc Môn và đã góp phần quan trọng trong việc đề ra đường lối chuyển hướng chỉ đạo chiến lược của Đảng, tiến tới giai đoạn dân tộc giải phóng
Từ tháng 4-1940 đến Hội nghị Tái lập Ban Chấp hành Trung ương, ông trực tiếp lãnh đạo điều hành hoạt động của Ban Chấp hành Trung ương (thực hiện vai trò, chức trách của Tổng Bí thư)
Tháng 7-1940, Xứ ủy Nam Kỳ họp, đề ra chủ trương khởi nghĩa. Lấy tư cách đại diện Trung ương đến dự, với phân tích sâu sắc ông đã chỉ rõ những nguyên tắc khởi nghĩa: "Không thể nhìn một địa phương mà đánh giá tình hình, mà phải nhìn cả nước, nhìn thế giới và mọi mặt mới có thể đánh giá đúng được; Không thể đùa với khởi nghĩa, không thể đưa quần chúng đến chỗ hy sinh vô ích; Phải có lệnh của Trung ương mới được thi hành" và ông khuyên Xứ ủy hãy chờ xin chỉ thị của Trung ương.
Tháng 10-1940, ông bí mật từ miền Nam ra Bắc để tiến hành triệu tập và tổ chức Hội nghị Tái lập Ban Chấp hành Trung ương Đảng và chính thức chuyển cơ quan Trung ương từ Nam ra Bắc.. Đây là "công lao to lớn nhất của Phan Đăng Lưu"/ nguồn: Kỷ yếu Hội thảo khoa học “Kỷ niệm 120 năm ngày sinh đ/c Phan Đăng Lưu” (Ban Tuyên giáo TW, Học viện Chính trị quốc gia Hồ Chí Minh, Tỉnh ủy Nghệ An):
Tháng 11-1940, tại Đình Bảng, Bắc Ninh, ông chủ trì Hội nghị Tái lập Ban Chấp hành Trung ương Đảng, thường gọi là Hội nghị Trung ương 7. Tại Hội nghị, ông được đề cử làm Tổng Bí thư, nhưng ông không nhận, vì ông cho rằng mình cần về miền Nam, trong đó Xứ ủy và nhân dân đang ngóng chờ kết quả chuyến đi và đề phòng ông bị bắt, sẽ gây trở ngại cho Trung ương mới được củng cố ở miền Bắc. Ngay sau Hội nghị, ông quay trở lại miền Nam để hoãn khởi nghĩa Nam Kỳ, theo quyết định của Hội nghị Trung ương. Nhưng do có kẻ chỉ điểm, ông đã bị mật thám Pháp bắt vào đêm 22-11-1940 khi vừa mới đặt chân về Sài Gòn, chưa kịp truyền đạt chỉ thị của Trung ương về việc hoãn khởi nghĩa. Cuộc khởi nghĩa Nam Kỳ đã nổ ra ngày 23-11-1940.
Ngày 3-3-1941, Pháp mở tòa án binh, Phan Đăng Lưu bị thực dân Pháp kết án tử hình, với hai điều buộc tội chủ yếu: tham dự một cuộc họp bí mật sau đó lệnh tổng khởi nghĩa trong toàn quốc đã được phát đi và thảo lời kêu gọi cho quân đội cách mạng. Ngày 26-8-1941 (tức ngày 04/07 âm lịch, hiện nay gia đình Phan Đăng Lưu lấy ngày này làm ngày giỗ chính thức) ông bị xử bắn tại trường bắn Ngã Ba Giồng, Hóc Môn, Gia Định cùng với đồng chí Nguyễn Văn Cừ.
Tháng 11-1998, gia đình Phan Đăng Lưu xin phép Trung ương Đảng cho được tìm mộ, đã tìm bằng phương pháp ngoại cảm và tìm thấy vào ngày 8-11-1998 tại khu vực xã Xuân Thới Thượng, Hóc Môn. Cải táng vào tháng 4-1999, ảnh Lễ Cải táng được đăng tải trên Báo Nghệ An cuối tuần - năm thứ 41, số 5881, ngày 5-5-2002 nhân dịp kỷ niệm 100 năm ngày sinh của ông.
Phần mộ ông được đặt tại Nghĩa trang Liệt sĩ Thành phố Hồ Chí Minh.

## Hình ảnhcông cộng
Hiện tên của ông được đặt cho nhiều trường học, nhiều đường phố và địa danh ở Việt Nam như: Hà Giang, Hà Nội, Bắc Ninh, Quảng Ninh (Hạ Long), Hải Dương, Hải Phòng, Yên Bái, Ninh Bình, Nghệ An, Hà Tĩnh, Quảng Bình, Quảng Trị, Thừa Thiên Huế, Đà Nẵng, Quảng Nam, Quảng Ngãi, Bình Định (Quy Nhơn), Kon Tum, Gia Lai, Đắk Lắk, Đắk Nông, Khánh Hòa, Lâm Đồng, Ninh Thuận, Bình Thuận, Bình Dương, Thành phố Hồ Chí Minh, Tây Ninh, Bà Rịa – Vũng Tàu, Cần Thơ, An Giang, Đồng Tháp, Kiên Giang và Phú Yên.

## Gia đình
Thân phụ ông là cụ Phan Đăng Dư (1874-1955), còn có tên là Phan Đăng Kính, lúc sinh thời bà con làng Tràng Thành thường gọi là Cụ Phán, bởi cụ có bốn người con trai, trong đó có ba người làm Thông phán là Phan Đăng Lưu (Phán Tằm), Phan Đăng Triều (Phán Triều), Phan Đăng Tài (Phán Tài). Cả ba người về sau đều hoạt động cách mạng chống chính quyền thực dân Pháp.
Cụ Phan Đăng Dư thời trẻ từng dự thi Hương Trường Nghệ nhưng không đỗ đạt, về nhà làm nghề bốc thuốc nam, làm thầy địa lý để giúp đỡ dân làng và giao du với bạn bè. Năm 1908, cụ cùng Cử nhân Chu Trạc tập hợp những người nghĩa khí vào “Nghĩa đảng” để mưu đồ sự nghiệp chống Pháp, nhưng về sau bị chính quyền thực dân bắt bớ và bị đánh hỏng bàn tay cầm bút.
Ngôi nhà 02 tầng hiện nay đang làm nhà lưu niệm Phan Đăng Lưu, trước đây là nhà để làm nhà thờ của gia đình, được cụ Dư cho xây dựng từ năm 1929. Bà Phan Thị Lê kể: khi xây dựng, hồi đó không có xi măng, cụ Dư mua 1 'chum' mật mía để gắn kết với vôi, cát tạo vữa xây; phía trước bên phải của ngôi nhà 2 tầng (phần đất gần lối vào hiện nay) là ngôi nhà lợp tranh toóc 3 gian, là nơi ở của vợ chồng cụ Dư; phía bên trái là ngôi nhà 3 gian lợp ngói, vách đất- xi tooc, cụ Dư làm cho vợ chồng Phan Đăng Lưu cùng các con sinh sống, ở giữa là cái sân rộng. Ngôi nhà 2 tầng này có thể nói thuộc loại đẹp & rất hiếm có ở một làng quê nông thôn Việt Nam thời bấy giờ.
Khoảng cuối năm 1941, bà Lê kể tiếp: ngay sau khi cha mình là Phan Đăng Lưu bị thực dân Pháp tử hình, quan huyện ở quê nhà cho lính đến gia đình của Phan Đăng Lưu đọc quyết định tịch thu tài sản của Phan Đăng Lưu. Tài sản gia đình như ruộng vườn, nhà cửa, trâu bò.. được chia ra thành các phần: cho vợ, cho các con & cho Phan Đăng Lưu, chúng hóa giá phần tài sản của Phan Đăng Lưu và yêu cầu bà Danh (vợ Phan Đăng Lưu) phải nộp tiền để thế tài sản này, bà Danh đã khóc, chạy đôn chạy đáo đi vay để nộp đủ cho chúng. Cũng theo lời kể của bà Lê, trước đây cũng như sau khi Phan Đăng Lưu bị bắn, để gia đình mình được yên ổn cuộc sống, bà Danh cứ ngày rằm hàng tháng phải mang lễ xôi- gà.. đến nhà quan huyện cống nộp.
Đầu năm 1955, trong Cải cách ruộng đất, gia đình cụ Phan Đăng Dư bị quy địa chủ, tất cả nhà cửa, tài sản... bị tịch thu. Cụ bị kết án 20 năm tù và bị giải đi nhà lao Bến Hới (Tân Kỳ), sau đó qua đời trên đường đi. Một năm sau, cụ mới được giải oan.
Khi còn ở làng, Phan Đăng Lưu lấy vợ là bà Nguyễn Thị Danh (còn gọi là bà Chín (vì con thứ 9 trong một gia đình có 10 người con) có cha làm Chánh Tổng lâu năm có công khai dân lập ấp, nhiều nơi đã lập đền thờ để nhớ ơn ông- trích "Hồi ký ngược nguồn"- TNTr), thuộc dòng họ Nguyễn Khắc, một dòng họ lớn ở Yên Thành, Nghệ An, vì chồng đi hoạt động cách mạng, nên việc đồng áng nặng nhọc của đàn ông, bà phải cáng đáng hết, để thêm thu nhập nuôi con, bà còn chặt tre chẻ nan dán giấy làm hộp vàng mã & cùng con gái đi chợ bán, ngoài ra bà Lưu còn nuôi tằm, xe tơ kéo sợi dệt nhuộm vải. Bà Lưu có tiếng là người xông xáo, cách tân, bà ít khi mặc váy như đa số phụ nữ thời đó, bà mặc quần dài, vụ mùa thu hoạch lúa, bà mặc quần đùi, vai đeo dây kéo lu đá trục lúa trên sân, con đi phía sau đẩy giúp cho bà, có người đi qua thấy thế tưởng nhầm đã hỏi con gái "ông mô trục lúa cho nhà bay đó?'; Ông bà Lưu có với nhau 2 người con: Phan Thị Lê (1924- 2022, thọ 99 tuổi) và Phan Đăng Tề (thường gọi Phan Xuân Tâm) (1925- 1992). Một điểm rất đặc biệt, ông bà Lưu đã rất chú trọng cho con "cái chữ", vì cha đi làm cách mạng, con trai phải cho theo người chú ruột là Phan Đăng Tài, làm việc tại Hà Tĩnh để được đi học, còn con gái nông thôn thời đó thường không được học, thế nhưng ông bà Lưu đã cho con gái đến trường, nhưng do bị chọc ghẹo (bà Lê kể) nên phải bỏ học ở trường, ông bà Lưu lại phải nhờ thầy đến dạy học cho con gái tại nhà... / Theo "Hồi ký ngược nguồn", tác giả Trần Nguyên Trinh (TNTr)- nguyên Phó Bí thư Tỉnh ủy Nghệ An (1952-1953) (chồng bà Lê/ con rể ông bà Lưu) viết: "Vợ tôi lớn lên dưới ảnh hưởng tinh thần của người cha đáng kính và trong tình yêu thương của người mẹ đáng quý như vậy đó. Lúc nhỏ cũng được học hai ba năm ở trường làng, biết đọc viết thông thạo, con gái thời đó được như vậy là hiếm có rổi. Người ta ít cho con gái đi học, ngay ở những gia đình đại phú...".  Bà Danh về sau tham gia Việt Minh, thành viên Hội Phụ nữ Cứu quốc và trở thành Ủy viên Chấp Ủy Việt Minh làng Tràng Thành từ tháng 12 năm 1945, sau đó tiếp tục là Hội trưởng phụ nữ xã Tràng Thành nhiều năm.
Thời gian hoạt động ở Huế, ông kết hôn với bà Lê Thị Nhồng, giao thông viên của Xứ ủy Trung kỳ và đã có chung một người con trai là Phan Đăng Luyến. Sau khi ông bị xử tử, bà Nhồng đưa con về quê Tràng Thành ở với ông bà. Về sau bà Nhồng tái giá với ông Bính, một cựu tù chính trị quê ở huyện Nghi Lộc.

## Vinh danh
Hiện nay, tên của ông đã được đặt cho nhiều con đường và ngôi trường ở nhiều tỉnh, thành phố trong cả nước: Nghệ An, TP.Hồ Chí Minh, Huế, Đắk Lắk, Hải Phòng,...